# Pierre Overney
Pierre Overney, kallad Pierrot, född 27 april 1948 i Montcornet, död 25 februari 1972 i Boulogne-Billancourt, var en fransk arbetare och maoistisk politisk aktivist. Han sköts ihjäl av en säkerhetsvakt vid Renault-fabriken i Billancourt. 

## Biografi
Efter studentrevolten 1968 växte sig maoismen i Frankrike allt starkare. Rekryteringen av anhängare ägde rum på såväl gymnasieskolorna som på universiteten.
Pierre Overney arbetade på Renault-fabriken i Boulogne-Billancourt. Han blev avskedad, då han engagerade sig i en militant maoistisk rörelse. Kort därefter deltog han i en aktion vid fabriken, anordnad av Gauche prolétarienne, en gruppering med medlemmar från Union des jeunesses communistes marxistes-léninistes och Mouvement du 22 mars. Syftet med aktionen var att arbetarna skulle högtidlighålla 10-årsminnet av massakern vid tunnelbanestationen Charonne i östra Paris den 8 februari 1962, vid vilken nio personer sköts ihjäl av polisen. Demonstranterna vid Charonne-stationen protesterade mot våldet i Algeriet och Organisation de l'Armée Secrètes gärningar.
Overney började gräla med säkerhetsvakten Jean-Antoine Tramoni, som tog fram sitt vapen och sköt ihjäl Overney, som dog omedelbart. Tramoni dömdes året därpå till fyra års fängelse. Efter att ha släppts ur fängelset mördades Tramoni i mars 1977 av den maoistiska grupperingen Noyaux armés pour l'autonomie populaire.
Vid Overneys begravning den 4 mars 1972 närvarade 200 000 personer, däribland filosoferna Jean-Paul Sartre och Michel Foucault.
En dryg vecka efter mordet kidnappade Gauche prolétarienne Renault-chefen Robert Nogrette.